# Ramban
Ramban là một thị xã và là nơi đặt ủy ban khu vực quy hoạch (notified area committee) của quận Doda thuộc bang Jammu và Kashmir, Ấn Độ.

## Địa lý
Ramban có vị trí 33°15′B 75°15′Đ / 33,25°B 75,25°Đ Nó có độ cao trung bình là 1156 mét (3792 feet).

## Nhân khẩu
Theo điều tra dân số năm 2001 của Ấn Độ, Ramban có dân số 5443 người. Phái nam chiếm 68% tổng số dân và phái nữ chiếm 32%. Ramban có tỷ lệ 77% biết đọc biết viết, cao hơn tỷ lệ trung bình toàn quốc là 59,5%: tỷ lệ cho phái nam là 86%, và tỷ lệ cho phái nữ là 59%. Tại Ramban, 10% dân số nhỏ hơn 6 tuổi.